# 格利普木板教堂

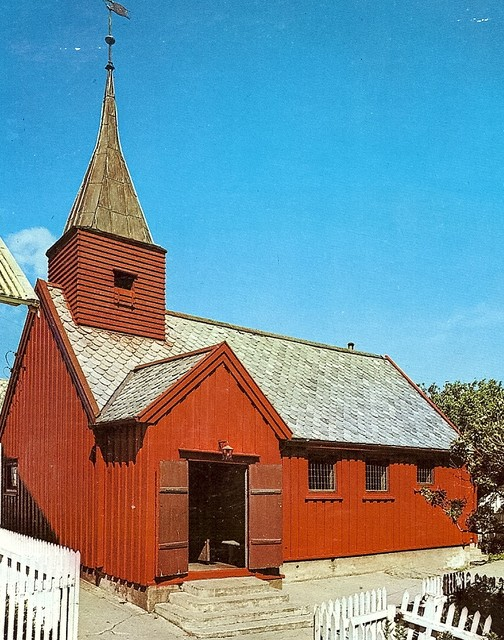

格利普木板教堂（挪威語：Grip stavkyrkje）是挪威的一座木板教堂，位於默勒-魯姆斯達爾郡的克里斯蒂安松。這座教堂長12（39英尺），寬6.5（21英尺），高6（20英尺），是挪威最小的教堂之一。

## 外部連結
- Grip stave church （页面存档备份，存于） （挪威語）
- The new organ （页面存档备份，存于） （挪威語）
- Image gallery from Grip stave church （页面存档备份，存于）

63°11′23″N 7°38′10″E / 63.1897°N 7.6361°E